# Georg Muche

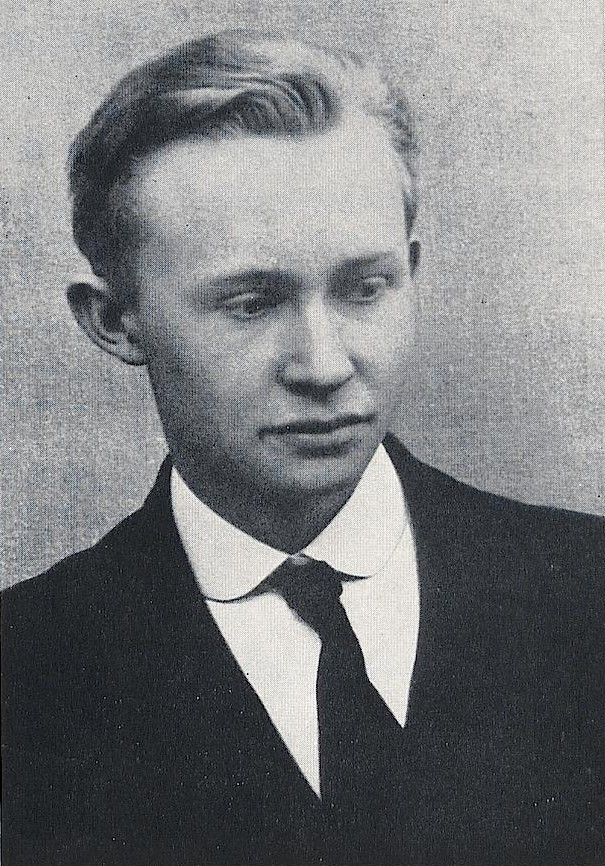
Georg Muche (1916)

Georg Muche (* 8. Mai 1895 in Querfurt; † 26. März 1987 in Lindau) war ein deutscher Maler, Grafiker und Hochschullehrer.

## Leben

### Familie
Georg Muche war der Sohn des Künstlers Felix Muche-Ramholz und dessen Ehefrau Clara, geborene Marcus. Georg Muche hatte drei Schwestern. Sein Vater Felix leitete jahrzehntelang das Rentamt der Freiherr von Stummschen Guts- und Forstverwaltung im hessischen Ramholz bei Schlüchtern.

### Künstlerischer Weg und Hochschullehrer
Während seiner Schulzeit in Querfurt übte sich Georg Muche in Zeichnungen von Schulfreunden, legte Naturstudien an, stellte Kopien der Alten Meister wie Tizian, Rembrandt, Rubens in Ölfarbe her, und beschäftigte sich mit van Gogh und Cézanne.
Im Alter von 17 Jahren [~ 1912] verließ Muche ohne Abitur die Schule, um in München bei dem 1905 verstorbenen Anton Ažbe (1862–1905) an dessen privater Kunstschule Malerei zu studieren. Nach nur einem Jahr Unterricht und der abgelehnten Bewerbung an der bayrischen Kunstakademie ging er 1914 nach Berlin und fand dort Kontakt zur Gruppe um Herwarth Waldens Galerie „Der Sturm“. Dieser arrangierte bereits 1916 zusammen mit Max Ernst eine Ausstellung mit 22 Arbeiten für den jungen Muche. Obwohl ohne jede Ausbildung, stellte man ihn in der im September 1916 gegründeten Kunstschule des „Sturm“ aufgrund seiner überragenden Fähigkeiten als Lehrer für Malerei an. Bis 1917 gab es weitere „Sturm“-Ausstellungen mit Paul Klee und Alexander Archipenko.
1918 wurde Muche zum Militär einberufen und wurde in den Wirren zum Ende des Ersten Weltkriegs zum Pazifisten. Nach 1919, er lebte inzwischen in Berlin, wurde er Mitglied der Novembergruppe, auf deren Ausstellungen er sich von 1927 bis 1929 beteiligte. 1920 wurde er von Walter Gropius nach Weimar berufen, um dort als Meister für Holzschnitzerei am Bauhaus tätig zu sein. Von 1921 bis 1927 war er Leiter der Werkstatt für Weberei, gab Vorkurse und leitete den Ausschuss für die Bauhausausstellung von 1923, für die das Musterhaus „Am Horn“ entworfen und errichtet wurde. 1925/26 entwarf er mit Hilfe des Architekturstudenten Richard Paulick das „Stahlhaus Dessau“. 1922 heiratete er die Bauhausschülerin Elsa Franke (1901–1980), die später als Malerin und Weberin tätig war.
1927 zog er wieder nach Berlin, wo er bis 1930 Lehrer an Johannes Ittens privater Kunstschule wurde. Mit Itten, den er bereits 1916 kennengelernt hatte, verbanden ihn gemeinsame philosophische und pädagogische Vorstellungen. Sie hatten bereits bis zu Ittens Weggang 1923 gemeinsam den „Vorkurs“ am Bauhaus getragen, vor allem aber folgten beide den Lehren des Mazdaznan, eines auf dem Zoroastrismus beruhenden östlichen Kultes. Zwischen 1931 und 1933 nahm er eine Professur für Malerei an der staatlichen Akademie für Kunst und Kunstgewerbe Breslau wahr.
Während der Zeit des Nationalsozialismus lehrte Muche von 1933 bis 1938 an der von Hugo Häring geleiteten Schule „Kunst und Werk“ in Berlin und beschäftigte sich fast ausschließlich mit Freskomalerei. Auf ein Dekret von Joseph Goebbels vom 30. Juni 1937 hin wurden unter anderem dreizehn seiner Werke als „Entartete Kunst“ beschlagnahmt, zwei davon waren im gleichen Jahr auf der gleichnamigen Ausstellung in München zu sehen.
Von 1939 bis 1958 leitete Muche die neu eingerichtete „Meisterklasse für Textilkunst“, die der Höheren Fachschule für Textilindustrie (ab 1944 Textilingenieurschule) in Krefeld verwaltungsmäßig angegliedert war. 1942 malte Georg Muche in der Lackfabrik von Kurt Herberts in Wuppertal große Fresken, die im Jahr darauf bei einem Bombenangriff zerstört wurden.
1960 zog Muche nach Lindau/Bodensee, wo er als freier Maler, Grafiker und Schriftsteller tätig war und sich mit Kunsttheorien auseinandersetzte. Die Stadt Lindau ehrt ihn in ihrem Stadtmuseum („Cavazzen“) mit einem nach ihm benannten Raum mit seinen Werken. Sein Grab auf dem Lindauer Friedhof wurde nach Ablauf der Ruhezeit 2007 aufgelassen. 1955 wurden seine Werke auf der Documenta 1 in Kassel ausgestellt. 1979 wurde er mit dem Lovis-Corinth-Preis ausgezeichnet.
Georg Muche war Mitglied im Deutschen Künstlerbund sowie im Deutschen Werkbund.

## Schüler
- Werner Schriefers
- Heinz Trökes
- Thyra Hamann-Hartmann